# Mogadore (Ohio)
Mogadore es una villa ubicada en el condado de Summit en el estado estadounidense de Ohio. En el Censo de 2010 tenía una población de 3853 habitantes y una densidad poblacional de 703,71 personas por km².

## Geografía
Mogadore se encuentra ubicada en las coordenadas 41°3′9″N 81°24′27″O / 41.05250, -81.40750. Según la Oficina del Censo de los Estados Unidos, Mogadore tiene una superficie total de 5.48 km², de la cual 5.42 km² corresponden a tierra firme y (0.95%) 0.05 km² es agua.

## Demografía
Según el censo de 2010, había 3853 personas residiendo en Mogadore. La densidad de población era de 703,71 hab./km². De los 3853 habitantes, Mogadore estaba compuesto por el 97.64% blancos, el 0.26% eran afroamericanos, el 0.23% eran amerindios, el 0.26% eran asiáticos, el 0% eran isleños del Pacífico, el 0.1% eran de otras razas y el 1.51% pertenecían a dos o más razas. Del total de la población el 0.86% eran hispanos o latinos de cualquier raza.